# Ken Miles
Kenneth Henry „Ken“ Miles (1. listopad 1918 Sutton – 17. srpen 1966 Riverside) byl britský automobilový závodník. Startoval především v kategorii sportovních vozů a v roce 1961 se neúspěšně pokoušel o účast v závodě Formule 1.
Miles zpočátku závodil na motocyklech, než za druhé světové války nastoupil do britské armády, kde byl štábním seržantem tanku, se kterým se vylodil v Normandii. Po skončení války závodil s vozy Bugatti, Alfa Romeo a Alvis v kategorii sportovních vozů. V té době se dostal do služeb Frazer Nash s motorem Ford V8.
V roce 1952 Miles opustil Velkou Británii a přesídlil do Los Angeles v Kalifornii. V roce 1953 zvítězil ve 14 závodech pořádaných SCCA s vozem dle vlastního projektu a konstrukce na podvozku vozu MG. Stejný základ použil i pro svůj další projekt, který uskutečnil v roce 1955 a nazval ho "Flying Shingle". Vůz slavil úspěch v SCCA v modifikované třídě F na západním pobřeží.
Pro rok 1957 spolu s Otto Zipperem zkonstruovali vůz Pooper za použití motoru a převodovky Porsche 550S které zasadili do rámu a šasi Cooper 56. První Pooper byl Cooper z 50. let poháněný motorem Porsche 356. Vůz dominoval sezónám 57 a 58 v SCCA na západním pobřeží, které řídil sám Ken Miles. Konstruktérské úspěchy přivedly Milese do týmu Shelby Cobra, kde se stal přímo klíčovým členem. On sám potom s vozem získal druhé místo v 500 km Bridgehampton v 1963.
V roce 1965 startoval ve voze Ford GT40 v závodě Le Mans se spolujezdcem Brucem McLarenem. Ze závodu je vyřadila porucha převodovky.
V roce 1966 zvítězil v závodě na 24 hodin Daytony a 12 hodin Sebringu spolu s Lloydem Rubym a vozem Ford GT40.
Ve stejném roce obsadil spolu se spolujezdcem Denny Hulmem druhé místo v závodě 24 hodin Le Mans po kontroverzním závěru závodu, který byl ovlivněn nařízením týmu, aby všechny tři vedoucí vozy Ford GT40 z marketingových důvodů projely cílem společně. Jury nakonec rozhodla, že vítězem závodu je právě Bruce McLaren a Chris Amon, protože vzhledem k jejich horší startovní pozici ujelo jejich vozidlo delší vzdálenost. Na startu závodu měl Ken Miles problém s dovřením dveří svého vozu, který byl způsoben tím, že speciálně tvarované dveře tvořící částečně střechu vozu se při zavíraní poškodily nárazem o jeho helmu. Hned na začátku závodu tak nabral ztrátu.
Část fanoušků jej vzhledem ke kontroverznímu rozhodnutí o vítězi závodu Le mans 1966 považuje za jediného jezdce, který kdy dokázal vyhrát v jednom roce takzvanou trojkorunu vytrvalosti – závody 24h Le Mans, 12h Sebring a 24h Daytona.
Osudným se mu stalo testování vozu Ford J 17. srpna 1966.[ujasnit]
V roce 2001 byl Ken Miles uveden do síně slávy Motorsports Hall of Fame of America.

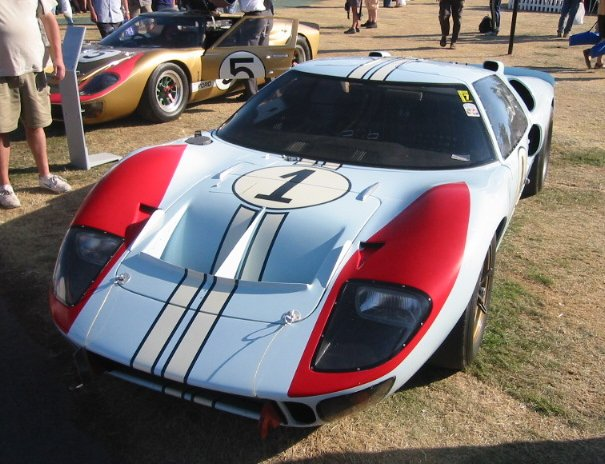
Ford GT40, vítězný vůz Kena Milese a Lloyda Rubyho z Daytony 1966

## Kompletní výsledky ve formuli 1
| Legenda k tabulce | Legenda k tabulce                                                                       |
| Barva             | Výsledek                                                                                |
| ----------------- | --------------------------------------------------------------------------------------- |
| Zlatá             | Vítěz                                                                                   |
| Stříbrná          | 2. místo                                                                                |
| Bronzová          | 3. místo                                                                                |
| Zelená            | Bodované umístění                                                                       |
| Modrá             | Nebodované umístění                                                                     |
| Modrá             | Dokončil neklasifikován (NC)                                                            |
| Fialová           | Odstoupil (Ret)                                                                         |
| Červená           | Nekvalifikoval se (DNQ)                                                                 |
| Červená           | Nepředkvalifikoval se (DNPQ)                                                            |
| Černá             | Diskvalifikován (DSQ)                                                                   |
| Bílá              | Nestartoval (DNS)                                                                       |
| Bílá              | Závod zrušen (C)                                                                        |
| Světle modrá      | Pouze trénoval (PO)                                                                     |
| Světle modrá      | Páteční testovací jezdec (TD)                                                           |
| Bez barvy         | Netrénoval (DNP)                                                                        |
| Bez barvy         | Vyřazen (EX)                                                                            |
| Bez barvy         | Nepřijel (DNA)                                                                          |
| Bez barvy         | Odvolal účast (WD)                                                                      |
| Bez barvy         | Nezúčastnil se (prázdné)                                                                |
| Označení          | Význam                                                                                  |
| Tučnost           | Pole position                                                                           |
| Kurzíva           | Nejrychlejší kolo                                                                       |
| †                 | Jezdec nedojel do cíle, ale byl klasifikován, protože odjel více než 90 % délky závodu. |
| ‡                 | Byl udělován poloviční počet bodů, protože bylo odjeto méně než 75 % délky závodu.      |
| Horní index       | Umístění bodujících jezdců ve sprintu                                                   |

| Rok  | Tým        | Vůz      | Motor      | 1   | 2   | 3   | 4   | 5   | 6   | 7   | 8       | Umístění | Body |
| ---- | ---------- | -------- | ---------- | --- | --- | --- | --- | --- | --- | --- | ------- | -------- | ---- |
| 1961 | Team Lotus | Lotus 18 | Climax L 4 | MON | NED | BEL | FRA | GBR | GER | ITA | USA DNS |          |      |

### Závody mistrovství světa sportovních vozů
| Rok  | Závod                | Spolujezdec         | Vůz              | Pozice      | Výsledky |
| ---- | -------------------- | ------------------- | ---------------- | ----------- | -------- |
| 1955 | 24 hodin Le Mans     | John Lockett        | MG EX 182        | 12. místo   | Výsledky |
| 1957 | 12 hodin Sebringu    | Jean-Pierre Kunstle | Porsche 550 RS   | 9. místo    | Výsledky |
| 1958 | 12 hodin Sebringu    | Jean-Pierre Kunstle | Porsche 550 RS   | Nedokončil  | Výsledky |
| 1959 | 12 hodin Sebringu    | Jack McAfee         | Porsche 718 RSK  | 8. místo    | Výsledky |
| 1962 | 12 hodin Sebringu    | Lew Spencer         | Sunbeam Alpine   | Nedokončil  | Výsledky |
| 1963 | 12 hodin Sebringu    | Lew Spencer         | Shelby Cobra     | 11. místo   | Výsledky |
| 1963 | 12 hodin Sebringu    |                     | Shelby Cobra     | Nedokončil  | Výsledky |
| 1963 | Tourist Trophy       | Jack Sears          | Shelby Cobra     | Nestartoval | Výsledky |
| 1963 | 500 km Bridgehampton |                     | Shelby Cobra     | 2. místo    | Výsledky |
| 1964 | 12 hodin Sebringu    | John Morton         | Shelby Cobra 427 | Nedokončil  | Výsledky |
| 1965 | 2000 km Daytona      | Lloyd Ruby          | Ford GT40        | 1. místo    | Výsledky |
| 1965 | 12 hodin Sebringu    | Bruce McLaren       | Ford GT40        | 2. místo    | Výsledky |
| 1965 | 1000 km Monza        | Bruce McLaren       | Ford GT40        | 3. místo    | Výsledky |
| 1965 | 24 hodin Le Mans     | Bruce McLaren       | Ford Mk II       | Nedokončil  | Výsledky |
| 1966 | 24 hodin Daytona     | Lloyd Ruby          | Ford Mk II       | 1. místo    | Výsledky |
| 1966 | 12 hodin Sebringu    | Lloyd Ruby          | Ford X1 Roadster | 1. místo    | Výsledky |
| 1966 | 24 hodin Le Mans     | Denny Hulme         | Ford Mk II       | 2. místo    | Výsledky |